# Ambystoma ordinarium
Ambystoma ordinarium är en groddjursart som beskrevs av Taylor 1940. Ambystoma ordinarium ingår i släktet Ambystoma och familjen mullvadssalamandrar. Arten är endemisk för Mexiko.

## Taxonomi
Inga underarter finns listade i Catalogue of Life. Tidigare sågs Ambystoma ordinarium som flera möjliga arter i ett artkomplex, men undersökningar som lades fram 2006 baserade på allozymevariation och mitokondriellt DNA, visar att den tvärtom är en mycket distinkt art.

## Beskrivning
Den vuxna, förvandlade salamandern har ett smalt huvud, är i regel mörk till svart på rygg och sidor, men kan även ha ett spräckligt mönster. Den blir normalt 70 till 75 mm från nos till kloak, maximalt 86 mm. Larven är fläckig i metallglänsande gult, och har små men buskiga, yttre gälar.

## Utbredning
Arten är endemisk för centrala Mexiko, där den endast finns i ett 4 448 km2 stort område på höjder mellan 2 400 och 2 900 i delstaten Michoacán.

## Status
Populationen minskar, främst på grund av nyetableringar av mindre jordbruk, byggnation och vägbyggnad, brunnsanläggning, förorening samt inplantering av rovfisk. Salamanderpopulationen har även smittats av svampsjukdomen chytridiomycos, som oftast leder till döden. IUCN har därför rödlistat arten som starkt hotad. Salamandern är lagligt skyddad i Mexiko.

## Ekologi
Arten lever i och nära mindre vattendrag, helst med klart vatten, i gräsmarker och skogar. Den genomgår normalt metamorfos, då den vattenlevande larven förlorar sina gälar och börjar andas med lungor, även om neoteni förekommer. Det vuxna djuret är dock fortfarande i hög grad bundet till vatten. Födan består av vattenlevande insektslarver, små vattenskalbaggar och mindre musslor. Den kan även ta byten på land, som gräshoppor, myror, dvärgstritar, daggmaskar och nematoder.

### Fortplantning
Ambystoma ordinarium är en av de få salamandrar som leker i rinnande vatten. Parningssäsongen är lång, förmodligen kan arten para sig hela året. Arten har inte heller någon särskild parningsdräkt. Äggen, upp till ett hundratal, läggs i grupper om 2 till 5 på undersidan av rötter, grenar eller klippor i vattnet.